# Лоретта Янґ
Ґретчен Янґ (англ. Gretchen Young; 6 січня 1913 — 12 серпня 2000), відома як Лоретта Янґ (англ. Loretta Young) — американська акторка. Почала грати в кіно ще дитиною, мала довгу і яскраву кар'єру у кіноіндустрії з 1917 до 1953. У 1948 році виграла Оскар у категорії «найкраща акторка» за роль у фільмі 1947 року Дочка фермера, а також отримала номінацію за роль у стрічці Приходь на стайню, у 1949. Невдовзі Янґ почала працювати на телебаченні, де вела драматичний телесеріал-антологію Шоу Лоретти Янґ з 1953 по 1961 рік. Телесеріал отримав три премії Еммі і був успішно показаний у повторі в денний час, а потім у синдикації. У 1980-х роках Янґ повернулася на малий екран і виграла Золотий глобус у переддень Різдва в 1989 році. Янґ працювала з різними католицькими благодільнями після закінчення акторської кар'єри.

## Раннє життя
Народилася в Солт-Лейк-Сіті, штат Юта, дочка Гледіс (до шлюбу Рояль) і Джона Ерла Янґа. Коли їй було два роки, батьки розлучилися. Коли було три, сім'я переїхала до Голлівуду. Вона та її сестри Поллі Енн і Елізабет Джейн (екранне ім'я Саллі Блейн) працювали дітьми-акторками, але з усіх трьох Гретчен була найуспішнішою.
Кінодеб'ют Янґ відбувся у віці трьох років, в німому фільмі Білідо-жовтий перстень. Вона підписала контракт з Джоном Маккорміком (1893—1961), чоловіком і менеджером акторки Коллін Мур. Ім'я «Лоретта» дала їй Коллін, це було ім'я її улюбленої ляльки.

## Кар'єра

### Кіно
У титрах до німого фільму Морські сирени (1917) вказана як Ґретчен Янґ. Лише з 1928 року вперше зазначена як «Лоретта Янґ» у фільмі Дівчина покарання. У тому ж році знялася з Лоном Чейні у фільмі «Смійся, клоун, смійся». У наступному році названа однією із зірок WAMPAS Baby Stars.
У 1930 році, коли їй було 17, втекла з 26-річним актором Грантом Візерсом; вони одружилися у Юмі, Аризона. Шлюб був анульований в наступному році, коли їхній другий спільний фільм (Замолода для шлюбу) вийшов на екрани.
У 1935 році знялася з Кларком Ґейблом і Джеком Окі у кіноверсії твору Джека Лондона Заклик предків, режисера Вільяма Велмана.
Під час Другої світової війни Янґ знялася у фільмі Мужні леді (1944), белетризованій історії Жіночої допоміжної ескадрильї переправи. Стрічка показує підрозділ пілотес під час Другої світової війни, які літали бомбардувальниками з заводів до кінцевого пункту призначення. Янґ знімалася у майже восьми фільмах щороку.
У 1947 році вона отримала Оскар за роль у фільмі Дочка фермера. У тому ж році знялася з Кері Грантом і Девідом Нівеном у фільмі Дружина єпископа, багаторічному улюбленці. У 1949 році отримала ще одну номінацію на Оскар за роль у фільм Приходьте до стайні. У 1953 році вона з'явилася в своєму останньому театральному фільмі, Це відбувається щочетверга, комедії студії Universal Studios; її партнером по фільму виступив Джон Форсайт.

## Фільмографія
| Рік  | Назва                                              | Роль                           | Примітки                                                               |
| ---- | -------------------------------------------------- | ------------------------------ | ---------------------------------------------------------------------- |
| 1917 | Блідо-жовтий перстень                              | Фея                            | Втрачений; в титрах не вказана                                         |
| 1917 | Морські сирени                                     | Дитина                         | як Гретхен Янг                                                         |
| 1919 | Єдиний шлях                                        | Дитина на операційному столі   |                                                                        |
| 1921 | Білий і неодружений                                | Дитина                         | у титрах не вказана                                                    |
| 1921 | Шейх                                               | Дівчинка-арабка                | не вказана, зберігся                                                   |
| 1927 | Неслухняна, але симпатична                         | Біт Парт                       | не вказана; втрачений                                                  |
| 1927 | Her Wild Oat                                       | Bit by Ping Pong Table         | не вказана, зберігся                                                   |
| 1928 | The Whip Woman                                     | Дівчина                        | втрачений                                                              |
| 1928 | Смійся, клоун, смійся                              | Симонетта                      | зберігся створений студією MGM                                         |
| 1928 | Чудовий флірт                                      | Деніс Лаверн                   | втрачений; (створений студією Paramount Pictures)                      |
| 1928 | Головна людина                                     | Керол Воттс                    | втрачений                                                              |
| 1928 | Пурпурні моря                                      | Маргарет Барбур                | втрачений                                                              |
| 1929 | Сім кроків до сатани                               | Одна з жертв сатани            | не вказана, зберігся                                                   |
| 1929 | Шквал                                              | Ірма                           | зберігся Бібліотека Конгресу                                           |
| 1929 | Дівчина в скляній клітці                           | Гледіс Косгрув                 | втрачений                                                              |
| 1929 | Швидке життя                                       | Патрісія Мейсон Стреттон       | втрачений                                                              |
| 1929 | Безтурботний вік                                   | Маріель                        | втрачений                                                              |
| 1929 | Пас нападника                                      | Патрісія Карлайл               | втрачений                                                              |
| 1929 | Вистава вистав                                     |                                | «Зустрічайте мою сестру»; зберігся Бібліотека Конгресу                 |
| 1929 | Loose Ankles                                       | Енн Гарпер Бері                | зберігся Бібліотека Конгресу                                           |
| 1930 | Людина із Blankley's                               | Мерджері Сетон                 | втрачений                                                              |
| 1930 | Show Girl in Hollywood                             |                                | не вказана, наявний Бібліотека Конгресу                                |
| 1930 | Загадковий другий поверх                           | Меріон Фергюсон                | наявний Бібліотека Конгресу                                            |
| 1930 | Дорога до раю                                      | Мері Бренан/Маргарет Верінг    | наявний Бібліотека Конгресу                                            |
| 1930 | Warner Bros. Ювілейна Вечеря                       | Себе                           | короткий метр                                                          |
| 1930 | Кисмет                                             | Марсінаг                       | втрачений                                                              |
| 1930 | Військова медсестра                                | Медсестра                      | не вказана(сцена з актрисою видалена), наявний створений студією MGM   |
| 1930 | Правда про молодість                               | Філіз Еріксон                  | наявний Бібліотека Конгресу                                            |
| 1930 | Диявол заплатить!                                  | Дороті Гоуп                    | навний, продюсер Самюель Голдвін, реліз США                            |
| 1931 | How I Play Golf, by Bobby Jones No. 8: The Brassie | Саму себе                      | короткий метр                                                          |
| 1931 | Ідеал кавалера                                     | Ізобель Брендон                | наявний                                                                |
| 1931 | The Right of Way                                   | Розалі Евантураль              | наявний Бібліотека Конгресу                                            |
| 1931 | Вкрадені коштовності                               | Саму себе                      | короткий метр                                                          |
| 1931 | Загублені три дівчини                              | Норін МакМанн                  | наявний                                                                |
| 1931 | Замолода для шлюбу                                 | Елейн Бампстед                 | наявний Бібліотека Конгресу                                            |
| 1931 | Велика ділова дівчина                              | Клей 'Мак' МакІнтур            | навний Бібліотека Конгресу                                             |
| 1931 | Мені подобаються ваші нерви                        | Даян Форзе                     | наявний Бібліотека Конгресу                                            |
| 1931 | Владний голос                                      | Глорія Банністер               | наявний Бібліотека Конгресу                                            |
| 1931 | Платинова блондинка                                | Геллагер                       |                                                                        |
| 1932 | Таксі!                                             | С'ю Рілі Нолан                 | наявний Бібліотека Конгресу                                            |
| 1932 | Найманий вбивця                                    | Сан Тоя Сан San                | оригінальна назва Шанований містер Вонг; … наявний Бібліотека Конгресу |
| 1932 | Play-Girl                                          | Бастер 'Баз' Грін Денніз       | наявний Бібліотека Конгресу                                            |
| 1932 | Весільні вихідні                                   | Лола Девіз Гейз                | наявний Бібліотека Конгресу                                            |
| 1932 | Початок життя                                      | Грейс Суттон                   | начвний Бібліотека Конгресу                                            |
| 1932 | Вони газивають це гріхом                           | Маріон Кален                   | наявний Бібліотека Конгресу                                            |
| 1933 | Робочий вхід                                       | Меделін Волтерс Вест           | наявний Бібліотека Конгресу                                            |
| 1933 | Великий грюкіт                                     | Марсія Станіславскі            | наявний Бібліотека Конгресу                                            |
| 1933 | Зоопарк у Будапешті                                | Ів                             | наявний                                                                |
| 1933 | Життя Джимі Долана                                 | Пегі                           | наявний Бібліотека Конгресу                                            |
| 1933 | Герої для продажу                                  | Рут Лорінг Голмз               | наявний Бібліотека Конгресу                                            |
| 1933 | Опівнічна Мері                                     | Мері Мартін                    |                                                                        |
| 1933 | Вона мала сказати «Так»                            | Флоренс 'Фло' Денні            | наявний Бібліотека Конгресу                                            |
| 1933 | Закоханий диявол                                   | Марго Лесезн                   | наявний                                                                |
| 1933 | Людська фортеця                                    | Тріна                          | наявний                                                                |
| 1934 | Династія Ротшильдів                                | Джулі Ротшильд                 |                                                                        |
| 1934 | Народжена бути поганою                             | Летті Стронг                   |                                                                        |
| 1934 | Бульдог Драммонд завдає удар у відповідь           | Лола Філд                      |                                                                        |
| 1934 | Караван                                            | Княгиня Вілма                  |                                                                        |
| 1934 | Парад білих халатів                                | Джун Арден                     |                                                                        |
| 1935 | Клів з Індії                                       | Маргарет Месклін Клів          |                                                                        |
| 1935 | Шанхай                                             | Барбара Говард                 |                                                                        |
| 1935 | Поклик предків                                     | Клер Блейк                     |                                                                        |
| 1935 | Хрестові походи                                    | Беренгарія, наварська принцеса |                                                                        |
| 1935 | Особлива дівчина Голлівуду                         | Саму себе                      | короткий метр                                                          |
| 1936 | The Unguarded Hour                                 | Lady Helen Dudley Dearden      |                                                                        |
| 1936 | Private Number                                     | Ellen Neal                     |                                                                        |
| 1936 | Ramona                                             | Ramona                         |                                                                        |
| 1936 | Ladies in Love                                     | Susie Schmidt                  |                                                                        |
| 1937 | Love Is News                                       | Toni Gateson                   |                                                                        |
| 1937 | Café Metropole                                     | Laura Ridgeway                 |                                                                        |
| 1937 | Love Under Fire                                    | Myra Cooper                    |                                                                        |
| 1937 | Wife, Doctor and Nurse                             | Ina Heath Lewis                |                                                                        |
| 1937 | Second Honeymoon                                   | Vicky                          |                                                                        |
| 1938 | Four Men and a Prayer                              | Miss Lynn Cherrington          |                                                                        |
| 1938 | Three Blind Mice                                   | Pamela Charters                |                                                                        |
| 1938 | Suez                                               | Countess Eugenie de Montijo    |                                                                        |
| 1938 | Kentucky                                           | Sally Goodwin                  |                                                                        |
| 1939 | Wife, Husband and Friend                           | Doris Borland                  |                                                                        |
| 1939 | Історія Александра Ґрема Белла                     | місіс Мейбл Габбард Белл       |                                                                        |
| 1939 | Eternally Yours                                    | Anita                          |                                                                        |
| 1940 | The Doctor Takes a Wife                            | June Cameron                   |                                                                        |
| 1940 | He Stayed for Breakfast                            | Marianna Duval                 |                                                                        |
| 1941 | The Lady from Cheyenne                             | Annie Morgan                   |                                                                        |
| 1941 | The Men in Her Life                                | Lina Varsavina                 |                                                                        |
| 1941 | Bedtime Story                                      | Jane Drake                     |                                                                        |
| 1943 | A Night to Remember                                | Nancy Troy                     |                                                                        |
| 1943 | China                                              | Carolyn Grant                  |                                                                        |
| 1943 | Show Business at War                               | Herself                        | short subject                                                          |
| 1944 | Ladies Courageous                                  | Roberta Harper                 |                                                                        |
| 1944 | And Now Tomorrow                                   | Emily Blair                    |                                                                        |
| 1945 | Along Came Jones                                   | Cherry de Longpre              |                                                                        |
| 1946 | Чужинець                                           | Мері Лонгстрит Ренкін          |                                                                        |
| 1947 | The Perfect Marriage                               | Maggie Williams                |                                                                        |
| 1947 | The Farmer's Daughter                              | Katrin 'Katy' Holstrum         | Премія «Оскар» за найкращу жіночу роль                                 |
| 1947 | Дружина єпископа                                   | Джулія Брогхем                 |                                                                        |
| 1948 | Rachel and the Stranger                            | Rachel Harvey                  |                                                                        |
| 1949 | The Accused                                        | Dr. Wilma Tuttle               |                                                                        |
| 1949 | Mother Is a Freshman                               | Abigail Fortitude Abbott       |                                                                        |
| 1949 | Come to the Stable                                 | Sister Margaret                | Nominated — Премія «Оскар» за найкращу жіночу роль                     |
| 1950 | Key to the City                                    | Clarissa Standish              |                                                                        |
| 1951 | You Can Change the World                           | Herself                        | short subject                                                          |
| 1951 | Cause for Alarm!                                   | Ellen Jones                    |                                                                        |
| 1951 | Half Angel                                         | Nora Gilpin                    |                                                                        |
| 1951 | Screen Snapshots: Hollywood Awards                 | Herself                        | short subject                                                          |
| 1952 | Paula                                              | Paula Rogers                   |                                                                        |
| 1952 | Because of You                                     | Christine Carroll Kimberly     |                                                                        |
| 1953 | It Happens Every Thursday                          | Jane MacAvoy                   |                                                                        |